# (4189) Саяны
(4189) Саяны (лат. Sayany) — типичный астероид главного пояса, открыт 22 сентября 1979 года советским астрономом Николаем Черных в Крымской астрофизической обсерватории и 25 апреля 1994 года назван в честь горных систем Саяны.

## Обнаружение и именование
(4189) Саяны
Открыт 22 сентября 1979 года в Научном Н. С. Черных.
Назван в честь горной цепи в южной части Сибири.
Оригинальный текст (англ.)4189 Sayany
Discovered 1979-09-22 by Chernykh, N. S. at Nauchnyj.
Named for the mountain chain in the southern part of Siberia.
Источники: DISCOVERY.DB; M.P.C. 23351.

## Орбита

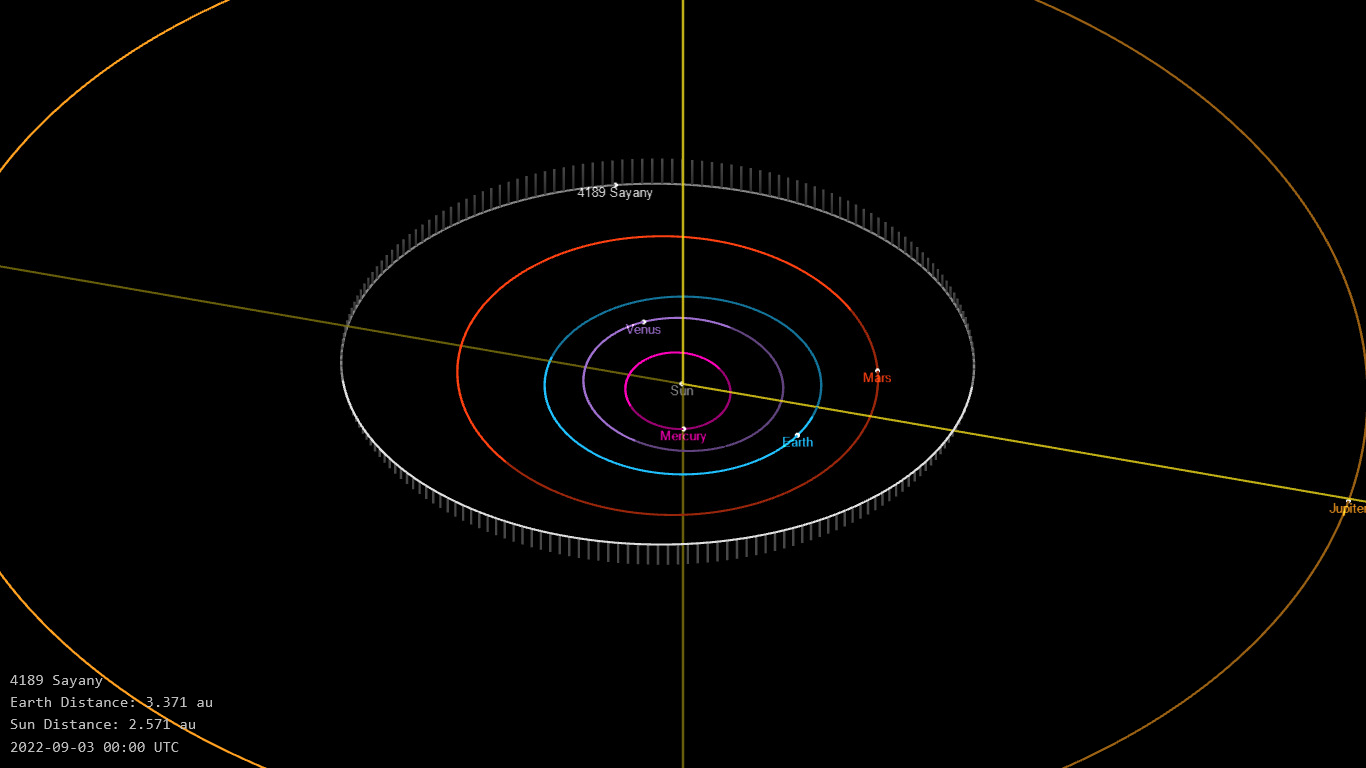
Орбита астероида Саяны и его положение в Солнечной системе

## Физические характеристики
Астероид относится к таксономическому классу V.
По результатам наблюдений в видимом и ближнем инфракрасном диапазоне космического телескопа NEOWISE диаметр астероида оценивался равным 3,896±0,111 км. Согласно тем же источникам альбедо оценивается как 0,5569±0,0868 и 0,557±0,087.